# Cayo Santa María
Cayo Santa María är en ö i Kuba.   Den ligger i provinsen Provincia de Villa Clara, i den centrala delen av landet, 300 km öster om huvudstaden Havanna. Arean är 13,0 kvadratkilometer. 